# Quirguistão nos Jogos Olímpicos de Verão de 2000
O Quirguistão participou dos Jogos Olímpicos de Verão de 2000 em Sydney, Austrália.